# Born Free (sång)
Born Free är en singel skapad av artisten M.I.A., som släpptes tillsammans med en tillhörande film/musikvideo under samma namn från hennes tredje album, Maya.
XL Recordings och Interscope Records/N.E.E.T. publicerade "Born Free" som en digitalt nedladdningsbar fil från albumet den 23 april 2010, själva musikvideon publicerades 26 april 2010. "Born Free" var skriven av Maya "M.I.A." Arulpragasam, Dave "Switch" Taylor, Alan Vega och Martin Rev, med produktion av M.I.A. och Switch. Omslaget till singeln släpptes 25 april 2010.

## Musikvideon
Musikvideon handlar om hur amerikanska militärstyrkor lokaliserar och söker upp minoriteter, för ut dem till ett ökenområde för att därefter avrätta dem. Den uppmärksammade och kontroversiella musikvideon skildrar bland annat folkmord av människor med rött hår. Videon är inspirerad av verkliga bilder från kriget i Sri Lanka. Videon, som regisserades av Romain Gavras, innehåller även scener där ett barn blir skjutet och en ung man dödas av en mina. Musikvideon refererar ofta till filmen Straffparken och till South Park-avsnittet Ginger Kids och det finns vissa likheter mellan dessa två verk och musikvideon - exempelvis att offren har rött hår. Videon har influerat regissören Gavras att börja arbeta på en långfilm löst baserad på musikvideon. M.I.A. själv medverkar inte i musikvideon.
På grund av innehållet plockades videon snabbt bort från Youtube.